# Académie royale d'Åbo
Ne doit pas être confondu avec Académie d'Åbo.
L'Académie royale d'Åbo (en suédois: Kungliga Akademien i Åbo) est le nom d'une ancienne université fondée à Åbo, actuelle ville de Turku en Finlande, en 1640 par le gouverneur-général de Finlande, le Suédois Per Brahe le jeune. Elle disparait en 1828 lorsque le tsar Nicolas Ier ordonne le transfert de l'Académie à Helsinki, donnant naissance à l'université d'Helsinki. L'académie d'Åbo est la plus ancienne université sur sol finlandais.

## Histoire

### Fondation
L'Académie royale d'Åbo est fondée le 26 mars 1640 par la reine Christine de Suède sur proposition du gouverneur de Finlande, le comte Per Brahe le Jeune,. Elle remplace l'école de la cathédrale, créée en 1276 et devenue un gymnase en 1630, qui est transformée en université. La charte accordée à l'Académie lui donne les mêmes privilèges que ceux de l'université d'Uppsala, prévoit la création des quatre facultés traditionnelles (théologie, médecine, droit et philosophie) et la remise des trois diplômes traditionnelles (bachelor, master et doctorat). Les privilèges de l'Académie incluent notamment l'exemption d'impôts et du devoir de loger des troupes, le droit d'avoir son propre chancelier ou le droit de décerner des diplômes indépendamment des autorités politiques. Le nombre de professeurs est initialement fixé à onze, soit six pour la faculté de philosophie, trois pour la faculté de théologie, un pour la faculté de droit et un pour la faculté de médecine. Chaque année, l'un des professeurs devient recteur. Le chancelier, qui s'occupe des aspects légaux, économiques ou juridiques liés à l'Académie est lui plutôt issu du monde politique. Per Brahe est d'ailleurs le premier chancelier, de 1640 à 1680. Le vice-chancelier était souvent l'évêque de Turku. La fondation de l'Académie est soutenue par l'évêque Isaacus Rothovius (1572-1652), un ancien professeur de l'université d'Uppsala qui placera nombre de ses anciens élèves comme professeurs dans la nouvelle académie.
L'académie d'Åbo est la troisième université de l'Empire suédois, après l'université d'Uppsala (fondée en 1477) et l'Academia Gustaviana (aujourd'hui l'université de Tartu en Estonie) (1632) et elle précède de peu l'université de Lund (1668). La fondation de trois universités suédoises en l'espace d'à peine plus de 30 ans répond notamment au besoin de former des fonctionnaires dans un Empire suédois en extension et de renforcer son unité. Si l'Estonie et la Scanie, où se trouve Lund, sont toutes deux des conquêtes suédoises récentes au moment de la fondation de ces institutions, ce n'est pas le cas de la Finlande, si bien que le besoin de renforcement de l'unité s'explique ici plus difficilement. Différentes raisons ont été avancées, notamment la nécessité d'influencer un clergé finlandais trop mollement anticatholique, la volonté de remédier au supposé manque d'éducation de la population finlandaise et la tentative de Per Brahe de faire contrepoids à la centralisation voulue par le chancelier Axel Oxenstierna.
La première imprimerie de Finlande a été créée à l'Académie en 1642. L'imprimeur était Peder Walde.

### XVIIIe siècle

#### Développements internes à l'Académie
Alors que les premiers professeurs de l'Académie venaient pour la plupart de Suède, la situation est différente au XVIIIe siècle puisque ce sont souvent des personnes ayant grandi en Finlande - et d'ailleurs fréquemment des enfants de professeurs - qui sont nommés professeurs. Les professeurs encouragent également leurs étudiants à étudier la Finlande, sans toutefois y d'aspirations indépendantistes. Henrik Gabriel Porthan (1739-1804) étudie par exemple l'Histoire finlandaise.
Un changement qui intervient à cette époque à l'Académie d'Åbo comme dans d'autres universités européennes est le fait que la recherche dans les différents domaines peut être menée de manière plus indépendante de la théologie qu'avant, la recherche ne devant plus nécessairement correspondre à la vision luthérienne orthodoxe du monde. Le concept d'utilité gagne lui en importance. Cela se traduit par exemple, en sciences naturelles, par la recherche de plantes productives qui peuvent être acclimatées en Finlande. Toutefois, au niveau de la recherche, l'Académie, comme d'autres universités européennes de l'époque, se concentre progressivement sur la formation des pasteurs, des juristes et des médecins, tandis que la véritable recherche scientifique a de plus en plus lieu au sein des Académies des sciences et sociétés scientifiques qui se créent à cette période. En 1797, la Société royale finlandaise d'économie est créée, visant notamment à diffuser des connaissances sur de nouvelles plantes et de nouvelles méthodes de cultures à un moment où l'Académie royale d'Åbo s'éloigne à nouveau de l'utilitarisme.

#### Développements directement en lien avec la vie politique nationale
Pendant la seconde partie de la Grande guerre du Nord, la Finlande est occupée par la Russie et l'Académie royale d'Åbo ferme de 1713 à 1721, ses professeurs s'étant tous réfugiés en Suède. Le personnel de l'université est alors largement renouvelés et les nouveaux professeurs qui arrivent ont souvent étudier à l'étranger et apportent avec eux de nouveaux courants de pensée. De la fin de la guerre à l'arrivée au pouvoir de Gustave III en 1771, la Suède connait une période de monarchie constitutionnelle pendant laquelle deux partis, les Bonnets et les Chapeaux, luttent pour le pouvoir. Ces affrontements se font également ressentir sur l'Académie, notamment pour les nominations de professeurs. L'un des épisodes-clés de ces affrontements à l'Académie est la création d'une chaire d'économie en 1746-1747 pour laquelle trois candidats s'affrontent: Pehr Kalm (1716-1779), l'un des apôtres de Linné, est proche des chapeaux qui soutiennent une politique économique mercantiliste; Henrik Julius Voltemat (1687-1764), enseignant d'Histoire à Uppsala, et Johan Kraftman, enseignant l'économie, sont proches des bonnets, protectionnistes. Le consistoire de l'Académie retient la candidature de Kalm, mais le dossier passe ensuite devant la Diète suédoise. Trois des États recommandent alors Voltemat contre l'avis du consistoire, tandis que le clergé soutient Kalm. Après une longue querelle, Kalm est finalement nommé professeur le 31 août 1747. Contrairement aux autres disciplines où le latin est de rigueur, l'économie peut-être enseignée en suédois. Après la chaire d'économie en 1747, c'est une chaire de chimie qui ouvre en 1761. La création de ces deux chaires reflètent la prédominance croissante de l'utilitarisme qui est particulièrement marquée dans cette Académie et soutenue par des professeurs tels que Johan Browallius (1707-1755), Pehr Kalm, Pehr Adrian Gadd (1727-1797) ou Carl Fredrik Mennander (1712-1786), tous des disciples de Carl von Linné,. La période qui va de l'avènement de Gustave III en 1771 à la conquête russe de 1809 est une période de stabilité pour l'Académie.

### Période russe (1809-1917)
Suédoise jusqu'en 1809, cette université est rebaptisée lorsque la Suède est contrainte de céder la Finlande à la Russie et prend alors le nom d'Académie impériale d'Åbo (en suédois: Kejserliga Akademien i Åbo). Les cours étaient toujours donnés en suédois. Les bâtiments actuels construits par Charles Bassi sont inaugurés en 1815.
En 1828, à la suite du grand incendie de Turku, le tsar Nicolas Ier de Russie ordonne le transfert de l'université à Helsingfors (aujourd'hui Helsinki), où elle est à l'origine de l'actuelle université d'Helsinki. La ville de Turku avait déjà perdu son statut de capitale de la Finlande en 1812 au profit d'Helsinki. Elle était jugée trop lointaine de Saint-Pétersbourg et trop proche de Stockholm. L'Académie royale d'Åbo ne doit pas être confondue avec l'Académie d'Åbo fondée en 1918, après l'indépendance de la Finlande.

## Conditions d'accès et bourses
Les étudiants souhaitant entrer à l'Académie royale d'Åbo doivent soit disposer d'un diplôme émis par un précepteur - c'est généralement le cas des enfants de la noblesse et de la grande bourgeoisie - ou obtenir une attestation (testimonium) du recteur d'une école ou d'un gymnase. L'étudiant doit par ailleurs démontrer une maîtrise du latin et une connaissance du luthéranisme. Il était également possible pour un étudiant ne disposant pas du niveau nécessaire d'être admis sous la supervision directe d'un étudiant plus âgé ou d'un professeur. Ce système doit toutefois être abandonné au XVIIIe siècle en raison de l'ampleur qu'il a pris.
La pauvreté de nombre d'étudiants pose également problème. En 1738, par exemple seuls 40% des étudiants sont effectivement présents à l'université car les autres doivent travailler ou vivre chez leurs parents. L'Académie d'Åbo a pourtant remis des bourses depuis sa fondation et ces bourses sont perçues par 25% à 30% des étudiants. Les plus généreuses permettent d'en vivre complètement. Les boursiers sont suivis de plus près que les autres, si bien qu'une plus grande proportion d'entre eux obtient un master. Si les bourses sont en principe attribuées en fonction des capacités des étudiants, elles vont souvent à des enfants de relativement bonnes familles, et pas aux enfants de familles paysannes.

## Profil socio-démographique des étudiants
Le nombre d'étudiants qui s'inscrivent chaque année à l'Académie varie assez peu. Il se monte à environ 60 pendant les premières décennies qui suivent la création de l'Académie, puis monte à 80 à 90 à la fin du XVIIe siècle. Les famines et les guerres font descendre ce chiffre à environ 50 au début du XVIIIe siècle, avant qu'il remonte à partir des années 1720. Au XIXe siècle, l'Académie compte entre 80 et 100 nouveaux étudiants chaque année. Le nombre total d'étudiants reste, comme ailleurs en Europe, très faible. Dans les années 1680, on estime que la Finlande compte environ 600 étudiants à l'université - la plupart à Turku et quelques-uns à Uppsala - pour une population totale de 348 000 habitants.
Au niveau de la provenance des étudiants, si le nombre d'étudiants russes, polonais ou allemands est faible, l'université de Turku compte 25% d'étudiants originaires de Suède au XVIIe siècle et encore 12-13% au XVIIIe siècle. De nombreux étudiants suédois sont attirés par les possibilités de travailler comme précepteurs chez des familles aisées de Turku et des environs, ainsi que par les bourses royales dont profitent par exemple 30% à 40% des étudiants du Småland.
Au tout début du XIXe siècle, environ un tiers des étudiants sont issus de familles de clergé et du personnel enseignant, 16% de familles bourgeoises, 15% de familles paysannes, 10% de fils de fonctionnaires et 9% de familles nobles. Le faible nombre de ces derniers reflète à la fois la faible proportion de nobles dans la société, le fait que beaucoup reçoivent une éducation à domicile et le fait qu'une éducation universitaire n'était pas nécessaire pour une carrière militaire. Ces chiffres sont difficiles à comparer avec des périodes antérieures car l'origine sociale de nombreux étudiants est inconnues, mais on peut globalement affirmer que la domination des enfants issus du clergé est constante depuis la création de l'Académie et que la proportion de ceux qui sont issus de familles paysannes a plutôt augmenté avec le temps. Le fort nombre d'étudiants issus de familles du clergé s'explique notamment par le fait qu'un master était indispensable pour progresser dans la hiérarchie religieuse.

## Étudiants célèbres
- Anton Rolandsson Martin, botaniste suédois (1729-1786)
- Erich Laxmann, naturaliste suédophone sujet de l'Empire russe (1737-1796)
- Alexander von Nordmann, zoologiste suédophone sujet de l'Empire russe (1803-1866)